# 草体の近似による誤写
草体の近似による誤写は、誤写の一種で、草体（草書体）で書かれた文字を、草体が近似する別の文字と取り違えたために生じた誤写を指す。
書誌学上の定着した用語はなく、「草体の近似から誤ったもの」など、表記は様々である。また「近似」のほか、「類似」・「酷似」などの語が用いられることもある。

## 概説
誤写には様々な原因・要因が考えられるが、「草体で書かれた文字を、草体が近似する別の文字と取り違えて書き写す例」が少なからず認められる。恐らくは、文脈上の意味を考えずに字形だけを拠りどころとして文字を認識（認知）した結果であろう。さらには原文書の文字の癖、筆写する側の言語運用能力（語彙数など）、筆写した時の心理・身体状態などが原因としてあげられる。
草体の近似による誤写には、異本との照合から確定できる場合、文脈上の意味・語法・平仄などを手掛かりに推定できる場合があるが、いずれも見過ごされ、活字となって刊行されるケースも多い。

## 例
草体の近似による誤写と確定できるもの、あるいは推定できるものには次のような例がある。いずれも誤写された文字は楷書である。
例）逝→施、習→間、葢→益、徒→従、吉→彦、忠→左